# Nova Praha
Nova Praha (în ucraineană Нова Прага) este o așezare de tip urban din raionul Oleksandria, regiunea Kirovohrad, Ucraina. În afara localității principale, mai cuprinde și satele Hrîhorivka, Lozuvatka și Oleksandro-Pașcenkove.

## Demografie
Componența lingvistică a așezării de tip urban Nova Praha
     Ucraineană (97,56%)
     Rusă (2,1%)
     Alte limbi (0,29%)
Conform recensământului din 2001, majoritatea populației așezării de tip urban Nova Praha era vorbitoare de ucraineană (97,56%), existând în minoritate și vorbitori de rusă (2,1%).